# ویجنو
ویجنو (به لاتین: Widzino) یک روستا در لهستان است که در گمینا کوبلنگتسا واقع شده‌است. ویجنو ۵۳۵ نفر جمعیت دارد.